# Живописная улица (Киев, Святошино)
Живопи́сная у́лица — улица в Святошинском районе города Киева, местность Святошино. Пролегает от Берестейского проспекта до улицы Михаила Котельникова.
Примыкают улицы Львовская и Верховинная.

## История
Возникла в начале XX столетия под названием 5-я Просека (вместе с нынешней Чернобыльской улицей и частью улицы Михаила Котельникова). Современное название — с 1965 года.
Протяжённость 495 м.

## Застройка
Улица проходит рядом с прудом, является последней улицей Святошино со стороны окраины города. Застройка — малоэтажная.

## Транспорт
- Станция метро «Житомирская»

## Почтовый индекс
03179